# AEC Regent V
AEC Regent V – autobus piętrowy produkowany w latach 1954–1969 przez brytyjskie przedsiębiorstwo AEC, będący następcą modelu AEC Regent III. Nadwozia autobusów wytwarzane były m.in. przez przedsiębiorstwa Park Royal Vehicles, Metro Cammell Weymann oraz Charles H. Roe.
Pojazdy wykorzystywane były w wielu brytyjskich miastach, a także poza granicami Wielkiej Brytanii, m.in. w Lizbonie, Hongkongu i Teheranie.
Autobus posiadał charakterystyczny kształt, z kabiną kierowcy odseparowaną od części pasażerskiej, zlokalizowaną w prawej części pojazdu (lewa część była niezabudowana). Niewielka liczba egzemplarzy posiadała całkowicie zabudowany przód. We wczesnym okresie produkcji autobusy oferowane były także z innym, bardziej tradycyjnym wyglądem przodu (w szczególności atrapy chłodnicy), zbliżonym do tego w modelu Regent III. Pojazdy zbudowane w ramach modelu Regent V różniły się między sobą rozmieszczeniem wejścia – część pojazdów posiadała otwartą rampę z tyłu pojazdu, inne – drzwi zlokalizowane w miejscu rampy bądź w przedniej części pojazdu. Autobusy eksploatowane w Hongkongu miały dwie pary drzwi.
Regent V był, wraz z produkowanym równolegle Routemasterem, ostatnim autobusem piętrowym produkcji AEC.